# Monomorium draxocum
Monomorium draxocum är en myrart som beskrevs av Bolton 1987. Monomorium draxocum ingår i släktet Monomorium och familjen myror. Inga underarter finns listade i Catalogue of Life.